# Distrito de Ataquero
Ataquero es un distrito de la provincia de Carhuaz, ubicado en el departamento de Áncash, en el Perú. Según el censo de 2017, tiene una población de 1.469 habitantes.

## Historia
El distrito fue creado mediante Ley del 14 de diciembre de 1934, en el gobierno del presidente Oscar R. Benavides.

## Geografía
Tiene una superficie de 47,22 km². Su capital es el pueblo de Carhuac.

## Autoridades

### Municipales
- 2019 - 2022
  - Alcalde: Fermín Jaime Gutiérrez Mendoza, del Movimiento Regional El Maicito.[2]
- 2015 - 2018[3]
  - Alcalde: Damián Alfredo Anampi Gutiérrez, del Movimiento Independiente Regional Río Santa Caudaloso.
- 2011 - 2014
  - Alcalde: Eber Tito Gutiérrez Vazques, Partido Democrático Somos Perú (SP).